# ۱۵۵۷ (میلادی)
۱۵۵۷ (میلادی) هزار و پانصد و پنجاه و هفتمین سال تقویم میلادی است.

## درگذشتگان
- ۲۱ آوریل – پتروس آپیانوس، ریاضی‌دان و ستاره‌شناس آلمانی (ز. ۱۴۹۵)
- ۱۳ دسامبر – نیکولو تارتالیا، ریاضی‌دان و مهندس ایتالیایی (ز. ۱۴۹۹)
- ۱ سپتامبر – ژاک کارتیه، کاشف فرانسوی (ز. ۱۴۹۱)